# Battaglia di Waterford
La battaglia di Waterford fu una scaramuccia di lieve entità che ebbe luogo a Waterford, in Virginia, durante la guerra civile americana, precisamente il 27 agosto 1862.
Lo scontro avvenne tra le unità di cavalleria partigiana dei White's Rebels schierate in loco a combattere per i Confederati, e dei Loudoun Rangers, che combattevano per l'Unione. I White Rebels sorpresero e misero in fuga i Loudoun Rangers, da poco costituitisi, dal loro accampamento a Waterford, catturando quasi l'intera unità prima di metterli in libertà vigilata, riportando così una piccola ma significativa vittoria per i confederati. L'azione fu il primo combattimento nella contea di Loudoun.

## Contesto
Il 26 agosto, il capitano Samuel Carrington Means trasferì il suo comando appena formato, gli indipendenti Loudoun Rangers, nel villaggio unionista di Waterford, nella contea di Loudoun, in vista di azioni di disturbo, da pianificare e praticare nel territorio controllato dai confederati. Means predispose ventiquattro uomini in servizio di picchetto armato: quattro uomini su ciascuna delle sei strade dirette in città. Dopodiché acquartierò il resto del suo comando nella chiesa battista locale prima di ritirarsi nella residenza prevista per lui nel villaggio, ponendo il luogotenente Luther Slater al comando nominale dell'unità.
Contestualmente, il giorno prima il capitano Elijah Viers "Lige" White e la sua compagnia di cavalleria, un centinaio di uomini in tutto, avevano ricevuto il permesso dal Generale Richard Ewell di tornare nella loro contea natale al fine di reperire scorte di cibo e approntare azioni di disturbo verso i federali che operavano nell'area.
Il 26 gli uomini raggiunsero la parte meridionale della contea, dove appresero della recente costituzione del corpo dei Loudoun Rangers, avvenuta il mese precedente, e della loro presenza a Waterford. Quella sera, con circa la metà del suo comando a disposizione, White abbandonò le strade principali per addentrarsi fra campi e foreste fino a Waterford, eludendo così i picchetti predisposti da Means.

## La schermaglia
Nelle ore che precedevano l'alba del 27, aiutati e letteralmente guidati da simpatizzanti confederati locali incontrati lungo il tragitto, gli uomini di White si avvicinarono alla chiesa battista col favore dell'oscurità e sorpresero ventotto Rangers accampati sotto il porticato. Il capitano White decise di dividere in due il suo comando: inviò trenta uomini a cavallo sulla strada principale come esca per attirare i Rangers allo scoperto, mentre gli altri venti aspettavano accucciati nel campo dall'altra parte della strada, con l'ordine di aprire il fuoco solo dopo essersi accertati che gli uomini di Means avevano effettivamente abboccato.
I suoi uomini, tuttavia, si fecero prendere dalla tensione e fecero fuoco sui Rangers con colpevole anticipo, permettendo loro di riparare all'interno della chiesa da cui non si erano ancora allontanati, anche se non prima di aver subito un morto e due feriti, incluso il tenente Slater. Il comando dell'unità passò così a Charles Webster, il secondo più alto in grado.
A quel punto White inviò gli uomini a cavallo che dovevano fungere da esca a ripiegare sui i picchetti, con l'ordine di catturarne gli uomini e quindi anche lo stesso Means, di cui era ormai noto l'alloggio. Nel frattempo lui, con il resto del comando, avrebbe posto la chiesa sotto assedio.
Giunti in città, i Rebels si accorsero che Means e gli uomini dei picchetti erano fuggiti. Fecero tuttavia in tempo a catturare due degli uomini di guardia alla casa in cui alloggiava Means e riuscirono a mettere le mani su un deposito di armi e rifornimenti.
Nel frattempo, circa mezz'ora dopo l'inizio del combattimento, il cui esito si prospettava incerto, White inviò alla chiesa battista occupata dai Rangers un'abitante del luogo che sventolava un'appariscente stendardo. La donna si chiamava Mrs Virts, e abitava in una casa accanto alla posizione occupata dai Ribelli e prospiciente alla chiesa occupata dai Ranger. Il messaggio che trasportava era una richiesta di resa. Webster rifiutò categoricamente.
I combattimenti continuarono per un'altra ora prima che White mandasse di nuovo Mrs. Virts, che questa volta riuscì a entrare in chiesa, a rinovare le richieste per una resa incondizionata. Ancora una volta Webster rifiutò, questa volta allegando la minaccia di uccidere Mrs Virts se si fosse azzardata ad entrare di nuovo nell'edificio. I combattimenti ripresero per un'altra ora e mezza, fino alle sette del mattino, prima che venisse nuovamente richiesta la resa. Con i Rangers ormai senza munizioni, Webster si vide costretto ad accettare, a condizione che lui e i suoi uomini venissero immediatamente rilasciati sulla parola. Dal momento che anche i suoi uomini erano a corto di munizioni, White accettò le condizioni di Webster, requisendo tuttavia tutti i cavalli e le armi sul campo. Subito dopo rilasciò effettivamente i diciannove uomini catturati (quattro erano precedentemente fuggiti dal seminterrato della chiesa sgusciando da una finestra sul retro), ma le due sentinelle sorprese fuori dall'alloggio di Means non furono rilasciate e furono invece inviate a Richmond come prigionieri di guerra.
Durante la resa un membro dei Rebels, William Snoots, si precipitò nella chiesa e tentò di uccidere suo fratello Charles, che si era arruolato invece nelle file dei Rangers, ma fu disarmato prima di riuscire nell'intento.

## Risultati
Il breve combattimento costò ai Rangers due morti e undici feriti oltre ai cinquantasei cavalli e cento fra revolver e carabine requisiti dai Rebels. Fu anche la prima vera prova di combattimento dei Loudoun Rangers, e ne mise da subito in luce le lacune tecniche e tattiche. Means, da parte sua, era fuggito dal villaggio con alcuni uomini di scorta lasciando la sua unità senza un comando nel bel mezzo del loro primo combattimento. Means divenne ufficialmente ricercato dallo Stato della Virginia per tradimento e soggetto a esecuzione sommaria da chiunque lo avesse riconosciuto e catturato. I Rebels, le cui perdite erano di due morti, avevano mostrato a loro volta mancanza di disciplina e di una gerarchia di comando ben strutturata durante il breve conflitto, ma anche astuzia e spirito d'iniziativa contro il loro nemico, doti che avrebbero continuato a caratterizzare l'unità durante la guerra, e che le valsero l'appellativo di "Comanche".